# Hiệp sĩ Teuton
Dòng Huynh đệ Nhà Teuton Thánh Mẫu tại Jerusalem (tên chính thức tiếng Latinh: Ordo domus Sanctæ Mariæ Theutonicorum Hierosolymitanorum; tiếng Đức: Orden der Brüder vom Deutschen Haus St. Mariens in Jerusalem), thường gọi tắt Huynh đệ Teuton (Deutscher Orden, Deutschherrenorden hay Deutschritterorden) là một giáo binh đoàn gốc Đức thời Trung Cổ được thành lập vào cuối thế kỷ 12 ở Acre, vùng Levant với mục đích trợ giúp các Kitô hữu hành hương tới Thánh Địa và thiết lập các bệnh xá. Trong suốt thời kỳ Trung Cổ, đây là một Giáo binh đoàn Thập tự chinh, gồm những hiệp sĩ mặc áo choàng trắng với chữ thập đen, còn ngày nay là một dòng tu Công giáo thuần túy tôn giáo, trụ sở đặt tại thành Viên, nước Áo. Thành viên của giáo đoàn được gọi là Hiệp sĩ Teuton hoặc Hiệp sĩ dòng German.
Giáo đoàn Trung cổ này đã đóng một vai trò đặc biệt ở vùng Trung Đông, quản lý thuế cảng ở Acre. Sau khi lực lượng Cơ đốc giáo bị đánh bại ở Trung Đông, Giáo binh đoàn dời về Transilvania vào năm 1211 để họp binh với quân Hungary chống lại dân Cuman. Họ đã bị trục xuất vào năm 1225 sau khi được cho là đã cố tình đặt chính mình dưới chủ quyền của Giáo hoàng thay vì của Hungary.
Sau khi văn kiện Con bò vàng của Rimini được Hoàng đế Friedrich II ban hành, vị Hoàng đế của Đế quốc La Mã Thần thánh này cùng với Đại Thống lĩnh Hermann von Salza và Công tước Konrad của Masovia phát động cuộc xâm lược vùng "Cựu Phổ" vào năm 1226 để buộc người dân vùng Cựu Phổ vùng Baltic phải theo đạo Cơ đốc. Các Hiệp sĩ, sau đó, đã bị tố cáo là vi phạm luật lệ Ba Lan vì cố tình tạo ra một giáo bang độc lập (tiếng Đức: Deutschordensland). Giáo đoàn đã đánh mất mục đính chính của mình tại châu Âu, khi đất nước láng giềng là Litva chấp nhận theo đạo Cơ đốc. Một khi đã được củng cố ở Phổ, Giáo đoàn bắt đầu nhúng tay vào những chiến dịch chống lại các nước láng giềng theo đạo Cơ đốc, Vương quốc Ba Lan, Đại Công quốc Litva và Cộng hòa Novgorod (sau khi sáp nhập binh đoàn Livonia). Cũng như lực lượng phong kiến của mình, giáo binh đoàn này có một nền kinh tế thành thị mạnh, đã thuê nhiều thương nhân từ khắp châu Âu, và trở thành một thế lực hải quân mạnh nhất ở biển Baltic lúc bấy giờ.
Vào năm 1410, liên quân Ba Lan - Litva đã đánh bại Giáo binh đoàn và làm giảm thế lực quân sự của họ trong trận đánh tại Grunwalt (Tannenberg). Giáo binh đoàn đã dần dần suy yếu cho đến năm 1525 khi Đại Thống lĩnh Albert của xứ Brandenburg thoái vị và cải đạo, đi theo học thuyết Lute, để trở thành Công tước xứ Phổ. Các Đại Thống lĩnh khác tiếp tục nắm chủ quyền trên những vùng đất quan trọng của Giáo binh đoàn ở Đức và những nơi khác cho đến năm 1809, khi bị Hoàng đế Pháp là Napoléon Bonaparte ra lệnh giải tán và Giáo binh đoàn mất hết những vùng đất thế tục của nó. Giáo binh đoàn vẫn tiếp tục tồn tại, do Vương triều Habsburg đứng đầu, trong cuộc Chiến tranh thế giới thứ nhất, và đến tận ngày nay vẫn còn hoạt động chủ yếu với những mục tiêu từ thiện ở Trung Âu.

## Lịch sử

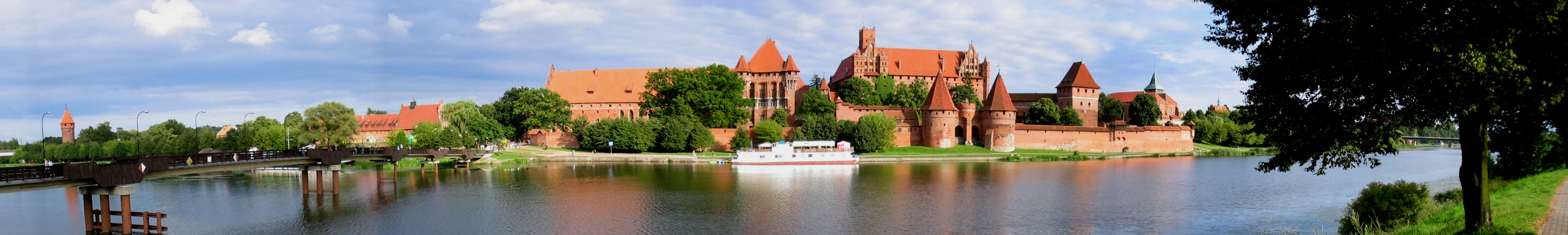
Pháo đài Marienburg của dòng tu, nay là Malbork, Ba Lan.

### Thành lập
Vào năm 1143, Giáo hoàng Cêlestinô II ra lệnh cho các hiệp sĩ quản lý các tu viện ở thành Jerusalem dung hòa mối quan hệ giữa các hiệp sĩ thánh chiến và vô số người hành hương, những người không có chung tiếng nói. Tuy nhiên Giáo hoàng cũng ra lệnh rằng các trưởng tu viện nên là người Đức. Nhờ đó các tổ chức tôn giáo của người Đức phát triển mạnh trong suốt thế kỷ 12 ở Palestine.
Sau khi Jerusalem thất thủ năm 1187, các lái buôn ở Lübeck và Bremen đã đề nghị thành lập một tổ chức cứu tế trong thời gian diễn ra cuộc vây hãm Acre năm 1190. Vào năm 1192, Giáo hoàng Cêlestinô II công nhận Hội. Dựa trên các Hiệp sĩ Đền Thánh, Hội dần trở thành một tổ chức quân sự với sự chỉ huy của các thống lĩnh, tiến hành thánh chiến theo lệnh của Giáo hoàng và bảo vệ vùng đất thánh khỏi quân Hồi giáo của người Saracen. Dưới thời thống lĩnh Hermann von Salza (1209-1239) thì các hoạt động của Hội không còn là giúp đỡ người hành hương nữa mà là một thế lực quân sự.

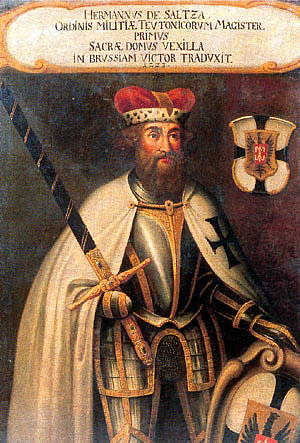
Hermann von Salza - vị Thống lĩnh thứ tư của các Hiệp sĩ Teuton (1209 - 1239).

Từ Acre, các hiệp sĩ phong kiến giành được Montfort (Starkenberg), ở phía đông bắc Acre vào năm 1220. Lâu đài này án ngữ con đường giữa Jerusalem và Địa Trung Hải. Vào năm 1271, quân Hồi giáo giành lại quyền kiểm soát Montfort. Hội cũng có một lâu đài ở Tarsus. Hội nhận sự trợ giúp từ Đế quốc La Mã Thần thánh (ngày nay là Đức và Ý), Hy Lạp, Palestine.
Hoàng đế La Mã Thần thánh Friedrich II phong tước vương cho người bạn thân của mình là Hermann von Salza, cho phép ông có quyền đàm phán với các Vương công khác có thâm niên hơn một cách ngang bằng. Khi Friedrich II lên ngôi vua của Jerusalem năm 1225, các Hiệp sĩ phong kiến Teuton đã hộ tống ông ở nhà thờ Thánh Sepulchre; von Salza đã đọc bản tuyên bố của Hoàng đế bằng cả hai thứ tiếng Pháp và Đức. Tuy nhiên các hiệp sĩ phong kiến Teuton không bao giờ có được ảnh hưởng ở Outremer (vùng lãnh thổ được thiết lập sau cuộc Thập Tự Chinh thứ nhất) như các hiệp sĩ dòng Đền và hiệp sĩ Cứu tế.
Vào năm 1211, vua nước Hungary là Andrew II chấp thuận sự phục vụ của họ và ban cho họ vùng đất Burzenland ở Transilvania. Andrew gặp rắc rối trong thỏa thuận hôn nhân giữa con gái mình và con trai của Hermann, lãnh chúa của Thuringia, người có chư hầu là cả gia đình Hermann von Salza. Dưới sự chỉ huy của Theoderich, Hội đã phòng thủ Hungary trước sự tấn công của người láng giềng Cuman và cho người Đức mới đến định cư ở giữa những người Đức gốc sống ở Transilvania (tức Transilvania Saxons) từ lâu. Vào năm 1224, các Hiệp sĩ cầu xin Giáo hoàng Hônôriô III cho phép họ được đặt dưới sự chỉ huy của giáo hội thay vì vua Hungary. Tức giận và lo sợ trước sự lớn mạnh của các hiệp sĩ, Andrew II đã trục xuất họ khỏi Hungary, mặc dù vậy những người di dân mới đến vẫn được phép ở lại.

### Phổ
Vào năm 1226, Konrad I - Bá tước của xứ Masovia ở miền tây-trung Ba Lan kêu gọi các Hiệp sĩ bảo vệ lãnh thổ của ông và chinh phạt những kẻ tà đạo xứ Phổ, ông cho phép các Hiệp sĩ sử dụng vùng đất Chelmno để làm bàn đạp cho chiến dịch. Đây là thời điểm để mở rộng ảnh hưởng cuộc thập tự chinh về phía tây châu Âu. Hermann von Salza xem vùng Phổ như là nơi thích hợp để huấn luyện chiến tranh cho các hiệp sĩ của mình chống lại quân Hồi giáo ở vùng đất thánh. Hoàng đế Friedrich II trao cho Hội Teuton đặc quyền chinh phạt và chiếm đóng vùng đất Phổ xưa, bao gồm cả Chelmno, dưới danh nghĩa Giáo hoàng. Vào năm 1235, các Hiệp sĩ Teuton hợp nhất với Dobrzyń, một tổ chức nhỏ do Bá tước Konrad thành lập trước đó.

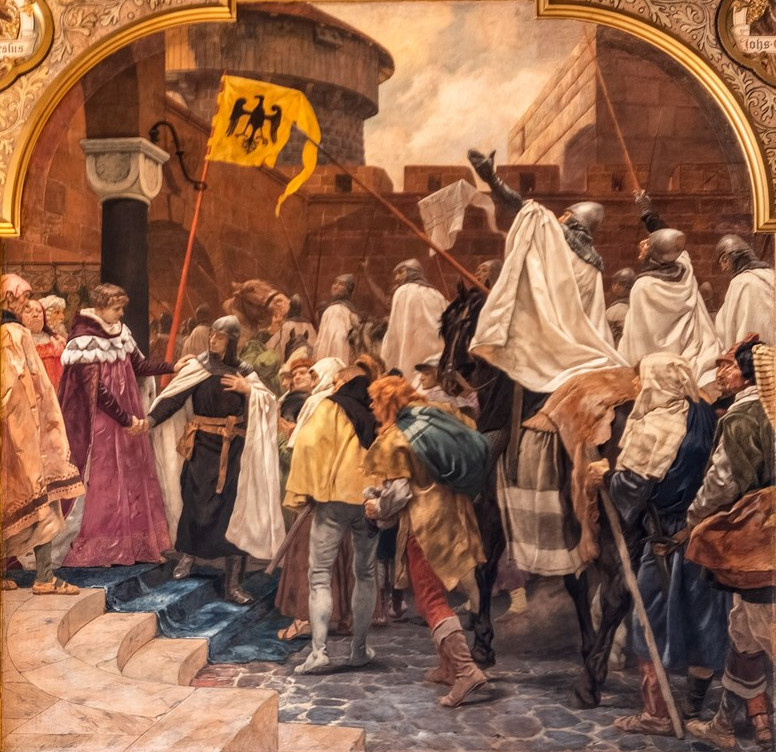
Hoàng đế Friedrich II truyền lệnh cho các Hiệp sĩ Teuton chinh phạt xứ Phổ, họa phẩm của P. Janssen.

Cuộc chinh phục xứ Phổ diễn ra đẫm máu trong suốt hơn 50 năm trời. Những người dân Phổ không chịu cải đạo đều bị nô dịch, giết chết hay lưu đày. Cuộc chiến tranh giữa các Hiệp sĩ và xứ Phổ rất tàn khốc. Biên niên sử xứ Phổ ghi lại "những người bị bắt bị nướng chín như hạt dẻ, ngay trước các đền thờ địa phương". Còn những người Phổ theo đạo Thiên Chúa thì được đối xử như những người di dân từ Đế quốc La Mã Thần thánh. Việc cải đạo lúc đầu chỉ là hình thức, thỉnh thoảng ]nó còn không cần có lễ rửa tội.
Hội cai trị vùng Phổ dưới danh nghĩa Giáo hoàng và Đế quốc La Mã Thần Thánh, giống như các hiệp sĩ Cứu tế ở Rhodes và sau đó là Malta.
Để khắc phục những thiệt hại trong dịch bệnh và bù đắp số dân bị chết, Hội khuyến khích dân nhập cư đến từ Đức trong Đế quốc La Mã Thần Thánh (hầu hết là người Đức, Bỉ, Hà Lan và Ba Lan). Dân nhập cư bao gồm cả quý tộc, dân thành thị và nông dân, kể cả những người Phổ đã bị đồng hóa. Dân nhập cư xây dựng các thị trấn và thành phố trên nền cũ của người Phổ xưa. Bản thân Hội cũng xây dựng các lâu đài để đối phó với những cuộc khởi nghĩa của nhân dân Phổ, và để tiếp tục tấn công xứ Litva và Ba Lan trong các thế kỷ 14-15. Vào năm 1237, các Hiệp sĩ Teuton lăm le đánh vùng Livonia. Mục tiêu kế tiếp là sáp nhập Chính Thống giáo Đông phương của Nga vào Giáo hội La Mã. Nhưng sau khi các Hiệp sĩ bị Vương công Aleksandr Yaroslavich Nevsky xứ Novgorod đánh tan tác trong trận chiến hồ Peipus thì kế hoạch này bị xếp xó.

### Chống lại Litva
Các Hiệp sĩ Teuton bắt đầu hướng các chiến dịch quân sự của họ vào Litva sau sự sụp đổ của vương quốc Jerusalem ở Acre năm 1291. Các Hiệp sĩ chuyển tổng hành dinh của họ tới kinh thành Viên, từ đó lập kế hoạch chiếm lại vùng đất thánh. Bởi vì xứ Litva cho đến cuối thế kỷ thứ 14 vẫn là một quốc gia chưa theo đạo Thiên Chúa, muộn hơn nhiều so với các nước khác ở phía đông châu Âu, nên các Hiệp sĩ ở các nước như Anh và Pháp đã tham gia các chiến dịch tấn công xứ Litva.
Cuộc chiến giữa Hội và xứ Litva rất ác liệt. Các tín đồ Thiên Chúa giáo xem những người không theo đạo như những kẻ phi nghĩa. Việc nô dịch người không theo đạo được chấp nhận, đồng thời việc chinh phục nhân dân Phổ bản xứ đòi hỏi cần có tiền bạc và đất đai nên các hiệp sĩ thường bắt những người không theo đạo ở Litva lao dịch. Nhà thơ người Áo Peter Suchenwirt đã mô tả cách đối xử của những hiệp sĩ với những người không theo đạo như những con chó săn (just like hunting dogs).

### Chống lại Ba Lan
Cuộc tranh chấp về quyền kế thừa Công tước xứ Pomerelia đã đẩy Hội đến những xung đột vào đầu thế kỷ 14. Bá tước xứ Brandenburg muốn làm Công tước sau khi vua Ba Lan là Wenceslaus qua đời vào năm 1306. Công tước Władysław I thì xem nó như sự kế thừa từ Przemysław II nhưng bị các quý tộc xứ Pomerelia phản đối. Họ yêu cầu sự giúp đỡ từ xứ Brandenburg, để rồi bị xâm chiếm toàn bộ lãnh thổ ngoại trừ thành trì Danzig (Gdańsk) năm 1308. Bởi vì Władysław không thể đến phòng thủ thành Danzig nên đã thuê các Hiệp sĩ Teuton do Siegfried von Feuchtwangen lãnh đạo để đẩy lùi quân Brandenburg.
Các Hiệp sĩ dưới sự chỉ huy của Heinrich von Plötzke đã đánh đuổi quân Brandenburg khỏi thành Danzig vài tháng 9 năm 1308. Thống lĩnh von Plötzke yêu cầu Władysław thanh toán 1 vạn mark, nhưng các Công tước Ba Lan chỉ đồng ý trả có 300. Sau đó các Hiệp sĩ Teuton chiếm giữ toàn bộ thành phố Danzig, làm gia tăng sự bất mãn trong thành phố này. Vào tháng sau, họ đàn áp đãm máu một cuộc nổi loạn. Theo Hiệp ước Soldin, các hiệp sĩ Teuton chiếm lĩnh được Danzig, Schwetz (Świecie), Dirschau (Tczew) và hậu phương của họ từ các bá tước thay cho 1 vạn mark vào ngày 13 tháng 9 năm 1309.
Việc chiếm đóng xứ Pomerelia cho phép Hội tiếp xúc với biên giới Đế quốc La Mã Thần thánh. Cuộc thập tự chinh giúp tăng cường khả năng di chuyển từ lãnh thổ của Đế quốc La Mã Thần thánh ở Hither Pomerania (miền tây Pomerania) qua Pomerelia đến Prussia, trong khi con đường từ Ba Lan đến biển Baltic đã bị chặn lại. Người Ba Lan là đồng minh trong cuộc chiến với những kẻ tà giáo Phổ và Litva, nhưng việc chiếm đoạt xứ Pomerelia khiến cho nước này trở thành kẻ thù của Hội.
Việc chiếm lĩnh thành phố Danzig đáng dấu một giai đoạn mới trong lịch sử của các hiệp sĩ Teuton. Sự khủng bố và triệt tiêu quyền lực của các Hiệp Sĩ Đền Thánh vào năm 1307 khiến các hiệp sĩ Teuton lo lắng, nhưng việc chiếm được Pomerelia khiến họ có thể di dời tổng hành dinh vào năm 1309 từ thành Viên đến Marienburg (Malbork), bên bờ sông Nogat, ngoài tầm kiểm soát của các thế lực giáo sĩ. Giáo hoàng bắt đầu điều tra về các hiệp sĩ, nhưng Hội đã đề phòng với các luật gia. Trong suốt cuộc chiến với xứ Litva, các hiệp sĩ phải đối đầu với sự trả thù của Ba Lan và những đe doạ pháp lý từ Giáo hoàng.
Hiệp ước Kalisz vào năm 1343 chấm dứt cuộc chiến giữa các hiệp sĩ Teuton và Ba Lan. Các Hiệp sĩ mất những vùng đất Kuyavia và Dobrzyń về tay Ba Lan, nhưng lại có được Culmerland với Pomerelia và Danzig.

### Thời đỉnh cao

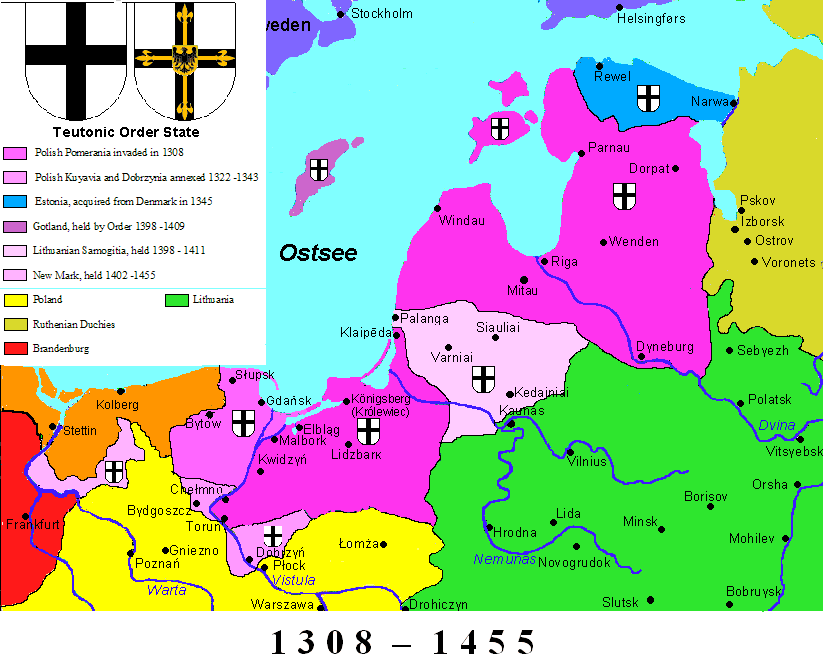
Lãnh địa của dòng tu Hiệp sĩ Teuton (1308-1455)

Vào năm 1337, Hoàng đế Ludwig IV ban cho Hội đặc quyền chinh phạt toàn bộ xứ Litva và Nga. Dưới thời cầm quyền của Đại Thống lĩnh Winrich von Kniprode (1351 - 1382) thanh thế của Hội lên tới đỉnh cao và có rất nhiều nhà quý tộc cũng như Thập Tự Quân của châu Âu. Vào năm 1370, các Hiệp sĩ của Đại Thống lĩnh Kniprode đại phá quân Litva trong trận đánh tại Rudau. Ông trở thành một trong những vị Đại Thống lĩnh kiệt xuất nhất trong lịch sử Hội Hiệp sĩ Teuton, đã chứng kiến giai đoạn bành trướng của Hội.
Vua Thuỵ Điển là Albert nhượng vùng Gotland cho Hội như là vật thế chấp để quét sạch bọn cướp biển "Vitaliebröderna" khỏi hòn đảo chiến lược này. Cuộc tấn công dưới sự chỉ huy của Đại Thống lĩnh Konrad von Jungingen đã chiếm được hòn đảo, đồng thời quét sạch bọn cướp biển "Vitaliebröderna" ra khỏi Gotland cũng như biển Baltic.
Vào năm 1386, Công tước Jogaila của xứ Phổ cải đạo Thiên Chúa và cưới Nữ hoàng Jadwiga của Ba Lan, sau đó ông lấy Vương hiệu là Władysław II Jagiełło và trở thành vua Ba Lan. Việc này tạo ra một mối liên kết giữa hai quốc gia và là đối thủ mạnh mẽ đối với các Hiệp sĩ Teuton. Ban đầu Hội làm cho Jagiello và người anh họ Vytautas đối đầu nhau. Nhưng chiến lược này đã thất bại khi Vytautas nghi ngờ Hội có kế hoạch thôn tính lãnh thổ của mình.
Lễ cải đạo của Jagiello chính thức đưa xứ Litva thành nước theo Thiên Chúa giáo. Mặc dù nguồn gốc cuộc chiến giữa Hội và xứ Phổ với Litva đã được giải quyết do hai nước này đã trở thành những nước theo Thiên Chúa giáo, nhưng cuộc chiến tranh vẫn tiếp tục. Vào băm 1397, Liên minh Lizard được một quý tộc Ba Lan ở Culmerland sang lập để đối kháng với Hội.

### Sự sụp đổ
Vào năm 1410, trong trận đánh tại Grunwald (còn được biết đến với tên gọi trận Tannenberg), liên quân Ba Lan – Litva, do vua Władysław II Jagiełło và Vytautas chỉ huy, đã đánh bại các Hiệp sĩ Teuton. Đại Thống lĩnh Ulrich von Jungingen và phần lớn chức sắc cao cấp của Hội đã hy sinh (50 trong tổng số 60). Liên quân Ba Lan – Litva sau đó đã vây hãm vùng Marienburg nhưng bị Heinrich von Plauen và quân trấn thủ đẩy lui. Sau thắng lợi tại Marienburg, Heinrich von Plauen truyền lệnh cho ba quân truy kích quân Ba Lan trên đường rút của họ, và tái chiếm tất cả các pháo đài (ngoại trừ những pháo đài ở vùng biên giới Phổ - Ba Lan) vào tháng 10 năm 1410. Khi Hiệp ước Thorn lần thứ nhất được ký năm 1411, Hội vẫn giữ được phần lớn lãnh thổ, mặc dù vậy danh tiếng về những chiến binh vô địch đã bị phá huỷ.
Trong khi Ba Lan và Litva không ngừng lớn mạnh thì Hội Hiệp sĩ Teuton lại suy yếu dần. Họ buộc phải đánh thuế cao để trả những khoản bồi thường lớn. Đại Thống lĩnh Heinrich von Plauen bị lật đổ bởi Michael Küchmeister von Sternberg. Nhưng vị Đại Thống lĩnh mới cũng không thể cứu vãn Hội. Sau cuộc chiến tranh Gollub, Hội mất vài vùng nhỏ ở biên giới và không thừa nhận các yêu sách của Samogitia trong Hiệp ước Melno năm 1422. Các hiệp sĩ người Áo và Bayern thù hằn với những người đến từ Rhineland, cũng như tranh cãi với những người Đức nói tiếng Sachsen về cấp bậc. Các vùng đất Phổ ở phía tây thung lũng sông Vistula và Neumark bị người Hussite tàn phá. Các hiệp sĩ được cử đến để chống lại những kẻ xâm lược nhưng họ đã thua trước bộ binh Bohemia. Các hiệp sĩ cũng phải chấp nhận thất bại trong cuộc chiến tranh với Ba Lan (1431-1435).
Vào năm 1454, Liên hiệp Phổ, gồm các quý tộc nhỏ và thị dân, nổi lên chống lại Hội, bắt đầu Cuộc chiến 13 năm. Theo Hiệp ước Thorn lần thứ hai (1466), Hội công nhận quyền thống trị của vua Ba Lan với miền đông Phổ trong khi vẫn giữ cho miền tây Phổ khỏi ảnh hưởng của Ba Lan. Lâu đài Marienburg được trao cho những tay lính đánh thuê nên Hội chuyển cơ sở về Königsberg ở Sambia.
Sau thất bại trong một cuộc chiến tranh khác với Ba Lan, Hội rút khỏi Phổ khi thống lĩnh Albert xứ Brandenburg cải sang đạo Tin Lành năm 1525. Ông được vua Ba Lan là Sigismund I thừa nhận là Công tước của xứ Phổ, chư hầu của Vương quốc Ba Lan.
Mặc dù đã mất phần lớn lãnh thổ Phổ, Hội vẫn kiểm soát các vùng đất bên trong Đế quốc La Mã Thần Thánh và xứ Livonia. Nhiều thuộc địa đã sụp đổ trong cuộc chiến tranh Nông dân Đức từ năm 1524 cho đến năm 1525. Các lãnh thổ của Livonia sau đó bị chia ra. Vào năm 1561, thống lĩnh xứ Livonia là Gotthard Kettler chuyển về phía nam, trở thành Công tước xứ Courland, cũng là chư hầu của Ba Lan.
Sau khi mất xứ Phổ năm 1525, hội tập trung vào các thuộc địa của họ trong Đế quốc La Mã Thần Thánh. Vì họ không nắm giữ các lãnh thổ liền kề nhau, nên họ phát triển hệ thống quản lý 3 tầng: đất đai được gộp vào một lãnh thổ nhỏ do một chỉ huy (Komtur) quản lý. Vài lãnh thổ nhỏ được kết hợp thành một lãnh thổ lớn hơn (bailiwick) do Landkomtur quản lý. Tất cả lãnh địa của các hiệp sĩ đều phụ thuộc vào thống lĩnh ở Bad Mergentheim. Nhìn chung có tất cả 12 bailiwick: Thuringia, Alden Biesen (ngày nay là Bỉ), Hesse, Saxony, Westphalia, Franconia, Koblenz, Alsace-Burgundy, An der Etsch und im Gebirge (Tyrol), Utrecht, Lorraine, and Áo. Bên ngoài lãnh thổ Đức có các bailiwick: Sicilia, Apulia, Lombardy, Bohemia, "Romania" (Hy Lạp), và Armenia-Cyprus. Dần dần Hội mất kiểm soát với các lãnh thổ này, cho đến 1810 thì chỉ còn các bailiwick ở Tyrol và Áo.
Sau sự thoái vị của Albert, Walter von Cronberg trở thành thủ lĩnh Đức năm 1527 rồi Hộ Quốc công xứ Phổ và Đại Thống lĩnh năm 1530. Hai chức danh này được Hoàng đế Karl V gộp lại năm 1531, thành Hoch- und Deutschmeister, ngang hàng với các Vương hầu của Đế quốc La Mã Thần thánh. Vị thống lĩnh mới ngự tại Mergentheim ở Württemberg, nơi bị tấn công trong suốt cuộc chiến tranh Nông dân. Hội cũng giúp Hoàng đế Karl V chống lại Liên minh Schmalkaldic. Sau Hòa ước Augsburg năm 1555, có những thành viên của Hội cải đạo Tin Lành, mặc dù phần lớn vẫn còn theo Thiên Chúa giáo.
Các thống lĩnh, thường là người trong các gia tộc lớn ở Đức (sau năm 1761 thì là thành viên của Vương triều nhà Habsburg-Lorraine), tiếp tục nắm giữ quyền lực to lớn ở Đức. Các Hiệp sĩ Teuton từ Đức, Áo và Bohemia luôn là tướng lĩnh chỉ huy các tay lính đánh thuê trong cuộc chiến tranh với Đế quốc Ottoman của người Thổ Nhĩ Kỳ. Lịch sử quân sự của Hội chấm dứt năm 1809, khi Hoàng đế Pháp là Napoléon Bonaparte ra lệnh giải tán Hội, và Hội bị mất các lãnh địa vào tay chư hầu của Napoléon và đồng minh.

### Ngày nay
Hội tiếp tục tồn tại ở Áo, ngoài phạm vi của Napoléon. Vào năm 1834, Hội lấy tên là Deutscher Ritterorden (Dòng tu Hiệp sĩ Đức). Bắt đầu từ 1804, Hội được dẫn dắt bởi các thành viên của triều đại nhà Habsburg cho đến năm 1923 thời thống lĩnh - Đại Công tước Eugen.
Vào năm 1929, Hội trở thành tổ chức đức tin Giáo hội Công giáo Rôma, lấy tên là Deutscher Orden (Dòng tu Đức). Sau khi nước Áo bị phát xít Đức xâm lược, Hội bị xóa sổ trong các năm 1939 - 1945, mặc dù phát xít Đức vẫn lấy hình ảnh của các hiệp sĩ Teuton thời Trung Cổ cho mục đích tuyên truyền. Tuy nhiên Hội đã hồi sinh ở Ý và được thành lập lại ở Đức năm 1945.
Cuối thập kỷ 90, Hội trở thành một tổ chức từ thiện, bảo trợ cho các dự án du lịch và khảo cổ ở Israel và các vùng lãnh thổ của Palestine. Vào năm 2000, Hội lâm vào tình trạng nợ nần và phải ngừng các hoạt động. Cuộc điều tra của ủy ban đặc biệt Bayern từ năm 2002 cho đến năm 2003 đã không đưa ra được kết quả cuối cùng.
Hiện tại Hội có xấp xỉ 1.000 thành viên, gồm 100 giáo sĩ, 200 sơ, và 700 người cộng tác. Trong khi các giáo sĩ được tổ chức trong 6 khu vực (Áo, Séc, Đức, Ý, Slovakia, và Slovenia) và đưa ra các lời khuyên tinh thần thì các sơ lại quan tâm đến bệnh tật và tuổi tác. Các phụ tá hoạt động ở Áo, Bỉ, Séc, Đức và Ý. Nhiều giáo sĩ quan tâm đến các cộng đồng nói tiếng Đức bên ngoài Đức và Áo, đặc biệt là ở Ý và Slovenia. Thống lĩnh hiện nay của Hội là Frank Bayard. Thống lĩnh của Hội hiện sinh sống ở nhà thờ Deutschordenskirche tại thành Viên cổ kính. Gần Stephansdom ở thủ đô Viên là kho bạc của Hội. Từ năm 1996, cũng có một bảo tàng về các Hiệp sĩ Teuton tại Bad Mergentheim ở Đức, nơi năm xưa các vị thống lĩnh cư ngụ trong khoảng 1525 - 1809.

### Ảnh hưởng đối với chủ nghĩa dân tộc Đức
Mãi đến năm 1656, Tuyển hầu tước xứ Brandenburg kiêm Công tước xứ Phổ là Friedrich Wilhelm I thân chinh thống lĩnh 8500 quân tinh nhuệ đại phá quân Ba Lan đông đảo hơn hẳn trong trận đánh lớn tại Warszawa. Vào năm 1660, xứ Brandenburg toàn thắng, lấy được vùng Đông Phổ và giành được độc lập toàn vẹn cho xứ Phổ - xứ này không còn là chư hầu của Vương quốc Ba Lan và Đại Công quốc Litva nữa. Vào năm 1701, Tuyển hầu tước xứ Brandenburg thiết lập Vương quốc Phổ, nên kiêm luôn "Vua ở Phổ". Vào năm 1772, vua nước Phổ là Friedrich II Đại Đế chinh phạt được đất đai của Vương quốc Ba Lan và Đại Công quốc Litva, nhưng ông không tuyên truyền dựa trên nền tảng dân tộc, không nhắc lại cái thời đại xa xưa của các Hiệp sĩ Teuton để lý giải việc chiếm đóng của ông.
Vua Friedrich II Đại Đế khác với chủ nghĩa dân tộc Đức sau này. Cụ thể hơn, các nhà dân tộc chủ nghĩa Đức thường lấy hình ảnh của các Hiệp sĩ Teuton, đặc biệt trong phạm vi các vùng đất chinh phục được từ các quốc gia láng giềng ở phía đông và xung đột với các nước tộc Slav. Nhà sử học Heinrich von Treitschke thường lấy hình ảnh của các Hiệp sĩ Teuton để đề cao dân tộc Đức và bài trừ Ba Lan. Trong cuộc Chiến tranh thế giới lần thứ nhất, Quân đội Đức đại phá quân Nga trong một trận đánh lớn tại vùng Đông Phổ vào năm 1914, và họ đã đặt tên cho đại thắng này là trận Tannenberg, để coi đây là sự báo thù của dân tộc Đức đối với chiến bại tại Tannenberg lần thứ nhất vào năm 1410 trước tộc Slav. Sau này, Đức Quốc xã cũng lấy hình ảnh của các Hiệp sĩ Teuton (và cả ông vua anh dũng Friedrich II Đại Đế) để tuyên truyền.

## Huy hiệu của Hiệp sĩ Teuton

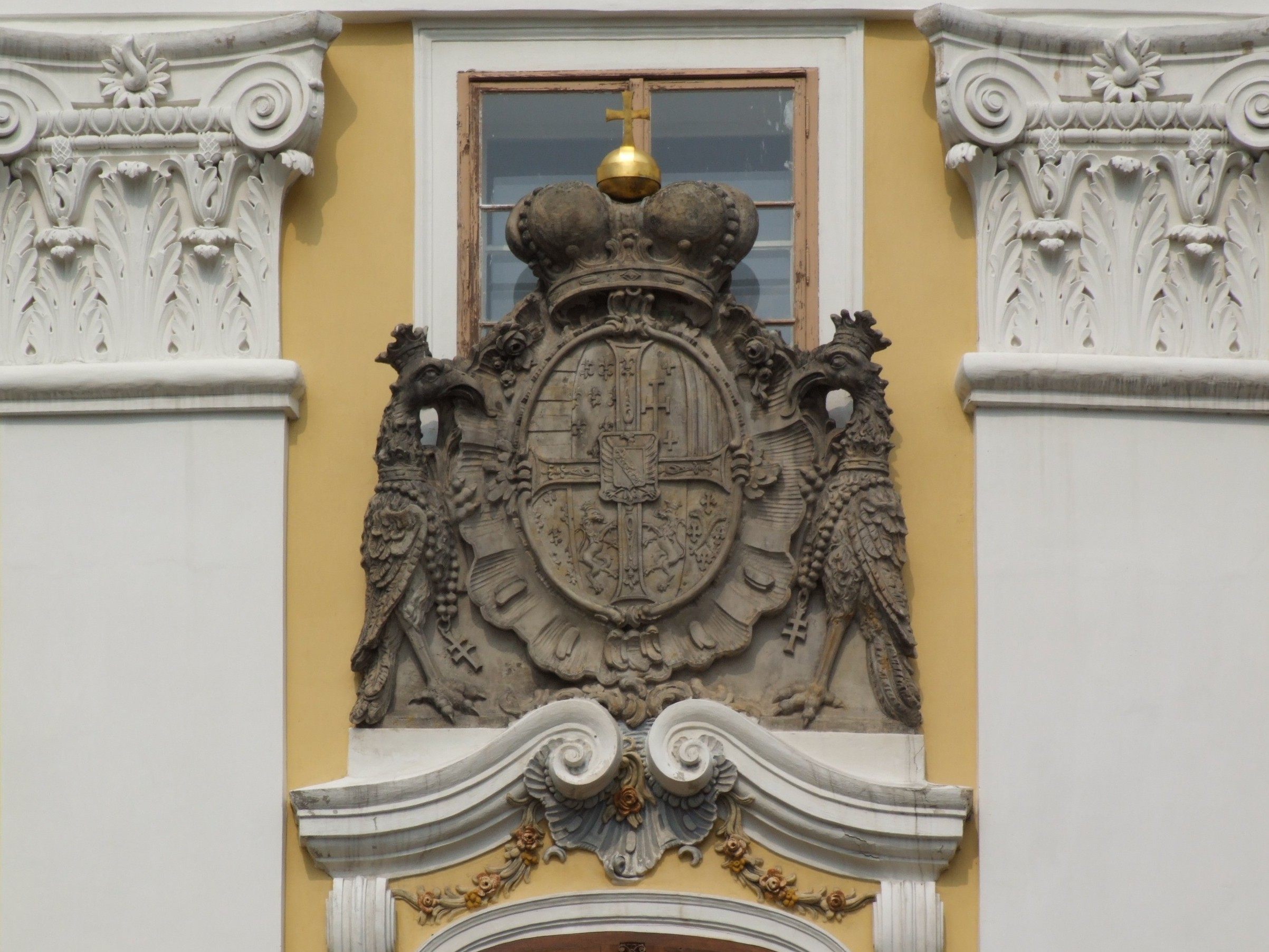
Huy hiệu của Vương công Charles Alexander xứ Lorraine - Thống lĩnh từ năm 1761 cho đến năm 1780